# Logan Webber
Logan Webber (* 29. Oktober 1995 in Grand Rapids (Michigan)) ist ein US-amerikanischer Beachvolleyballspieler.

## Karriere
Der in Michigan geborene Athlet bestritt sein erstes AVP-Turnier 2015. Zum ersten Mal das Hauptfeld erreichte er 2019 mit Christian Honer, als die beiden die Qualifikationsrunden zwei bis vier überstanden, anschließend noch einmal siegten und so letztendlich den geteilten dreizehnten Rang belegten. 2021  erkämpften Evan Cory und Webber bei den Manhattan Beach Open den neunten Platz. Eine Saison später begann die bis dahin erfolgreichste Zeit für den Sportler, als er mit Seain Cook Bronze in Denver und Huntington Beach gewann. Mit dem gleichen Partner und John Hyden stand er zudem fünf weitere Male im Viertelfinale der amerikanischen Beachserie. Bei der FIVB-Tour kam im selben Jahr ein Endspiel des Futures auf Rhodos mit Miles Evans und das Erreichen der Vorschlussrunde beim Challenge in Dubai mit Cory heraus.
Mit dem neuen Partner Hagen Smith gelangen 2023 drei Podestplätze und dabei auch der erste Sieg bei AVP-Events. Erster in Virginia Beach, Zweiter in Denver und Dritter in Manhattan Beach waren die genauen Resultate. Bei der FIVB-Weltserie gab es dagegen nur eine Finalteilnahme beim niederklassigen Futures in Halifax für das Beachpaar. Am Anfang der folgenden Spielzeit  waren bei der Pro Tour ein Platz in der Runde der besten acht Teams beim Challenge in Xiamen und ein Futures Sieg in Battipaglia die besten Ergebnisse.

## Rekorde
Der Rekord von Miles Partain und Ty Loomis aus dem Juli 2020, die zu diesem Zeitpunkt das Beachpaar mit dem jemals erreichten größten Altersunterschied im Hauptfeld eines AVP-Wettkampfes waren, hielt bis zum 5. Mai 2022. Einen Tag später standen mit Logan Webber und John Hyden zwei Spieler auf dem Beachcourt, die 23 Jahre und 22 Tage auseinander lagen und damit die alte Bestleistung um mehr als fünf Monate überboten.

## Sonstiges
Logans ältere Schwester Libby Webber brachte ihren Bruder am Ufer des Michigansees die ersten Techniken im Beachvolleyball bei. Die beiden spielten während ihrer gemeinsamen College-Zeit einige Turniere miteinander. Später wurde Libby eine wichtige Stütze der Cornerstone University Volleyballmannschaft und gehörte am Ende ihrer Studienzeit mit 312 erzielten Blockpunkten zu den top ten im all-time-ranking der Golden Eagles. Während seines Studiums der Betriebswirtschaftslehre an der Cincinnati Christian University war auch ihr Bruder im Hallenvolleyball aktiv. Später arbeitete er zeitweise als Co-Trainer der Männer an der ehemaligen Bildungsstätte seiner Schwester.